# Castell de Mur
Castell de Mur est une commune de la province de Lérida, en Catalogne, en Espagne, de la comarque de Pallars Jussà

## Géographie
Commune située dans une région montagneuse située au cœur des Pyrénées.

## Histoire

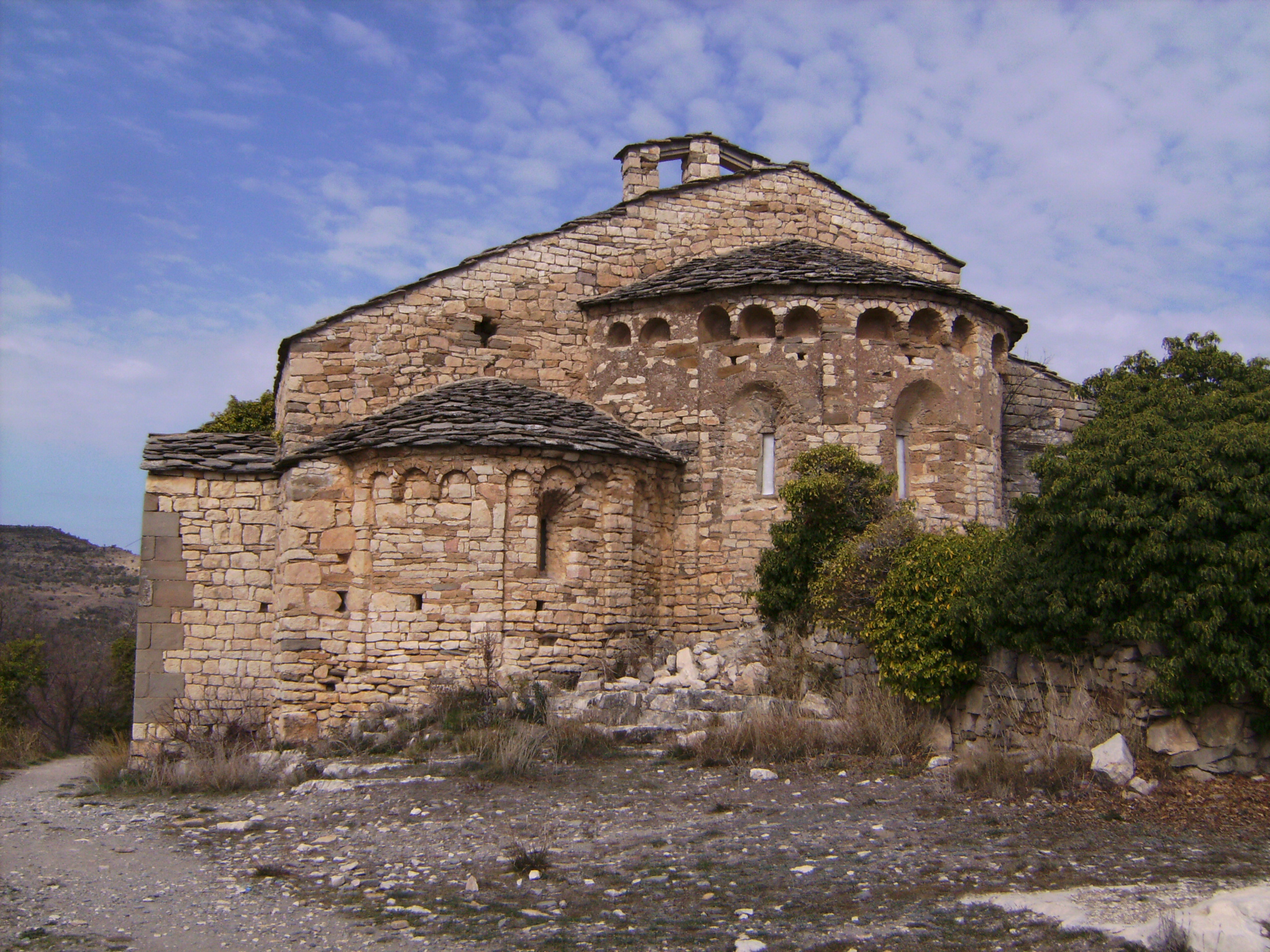
Extérieur des absides du monastère de Santa María de Mur.